# Identità di Roy
L'identità di Roy, dal nome dell'economista francese René Roy, è in microeconomia il lemma che collega la funzione di domanda walrasiana alla funzione di utilità indiretta.
In particolare, data una funzione di utilità indiretta V(p,w), dove p è il vettore dei prezzi dei beni e w il reddito, l'identità di Roy dice che la quantità domandata del bene i (xi) è uguale a:
{\displaystyle x_{i}(\mathbf {p} ,w)=-{\frac {\frac {\partial V(\mathbf {p} ,w)}{\partial p_{i}}}{\frac {\partial V(\mathbf {p} ,w)}{\partial w}}}}

## Derivazione dell'identità di Roy
L'identità di Roy risulta un'applicazione del teorema dell'inviluppo. In base a tale teorema, dato un problema di ottimizzazione, la derivata della funzione valore rispetto ad un parametro è uguale alla derivata della Lagrangiana rispetto allo stesso parametro.
Nel caso specifico, dato il problema di massimizzazione vincolata dell'utilità:
{\displaystyle \max _{x_{1},\ldots ,x_{n}}U(x_{1},\ldots ,x_{n})\ {\textrm {s.t.}}\ \sum _{i=1}^{n}p_{i}x_{i}=w}
la Lagrangiana corrispondente è:
{\displaystyle \ {\mathcal {L}}(x_{1},\ldots ,x_{n},\lambda )=U(x_{1},\ldots ,x_{n})-\lambda (\sum _{i=1}^{n}p_{i}x_{i}-w)}
La funzione valore, cioè la funzione che mette in relazione il valore della funzione obiettivo (la funzione di utilità U in questo caso) con i parametri del problema (i prezzi p e il reddito w) è la funzione di utilità indiretta V(p,w).
La derivata parziale della Lagrangiana rispetto al prezzo del bene i è 
{\displaystyle \ {\frac {\partial V(\mathbf {p} ,w)}{\partial p_{i}}}={\frac {\partial {\mathcal {L}}}{\partial p_{i}}}=-\lambda x_{i}}
La derivata parziale rispetto al reddito è:
{\displaystyle \ {\frac {\partial V(\mathbf {p} ,w)}{\partial w}}={\frac {\partial {\mathcal {L}}}{\partial w}}=\lambda }
per cui si ha:
{\displaystyle \ {\frac {\partial V(\mathbf {p} ,w)}{\partial p_{i}}}=-{\frac {\partial V(\mathbf {p} ,w)}{\partial w}}x_{i}}
da cui segue:
{\displaystyle \ x_{i}=-{\frac {\partial V(\mathbf {p} ,w)}{\partial p_{i}}}/{\frac {\partial V(\mathbf {p} ,w)}{\partial w}}}